# Пінополіс (Південна Кароліна)
Пінополіс (англ. Pinopolis) — переписна місцевість (CDP) в США, в окрузі Берклі штату Південна Кароліна. Населення — 982 особи (2020).

## Географія
Пінополіс розташований за координатами 33°13′43″ пн. ш. 80°2′19″ зх. д. / 33.22861° пн. ш. 80.03861° зх. д. (33.228617, -80.038603).  За даними Бюро перепису населення США в 2010 році переписна місцевість мала площу 3,71 км², уся площа — суходіл.

## Демографія
Згідно з переписом 2010 року, у переписній місцевості мешкало 948 осіб у 399 домогосподарствах у складі 306 родин. Густота населення становила 256 осіб/км².  Було 437 помешкань (118/км²).
Расовий склад населення:
| - 93,0 % — білих - 5,6 % — чорних або афроамериканців - 0,5 % — корінних американців - 0,4 % — азіатів - 0,1 % — вихідців з тихоокеанських островів |

До двох чи більше рас належало 0,3 %. Частка іспаномовних становила 0,7 % від усіх жителів.
За віковим діапазоном населення розподілялося таким чином: 16,8 % — особи молодші 18 років, 61,9 % — особи у віці 18—64 років, 21,3 % — особи у віці 65 років та старші. Медіана віку мешканця становила 51,9 року. На 100 осіб жіночої статі у переписній місцевості припадало 102,6 чоловіків;  на 100 жінок у віці від 18 років та старших — 98,7 чоловіків також старших 18 років.
Середній дохід на одне домашнє господарство  становив 111 746 доларів США (медіана — 98 250), а середній дохід на одну сім'ю — 143 668 доларів (медіана — 104 042). За межею бідності перебувало 4,0 % осіб, у тому числі 0,0 % дітей у віці до 18 років та 0,0 % осіб у віці 65 років та старших.
Цивільне працевлаштоване населення становило 451 особа. Основні галузі зайнятості: роздрібна торгівля — 26,6 %, освіта, охорона здоров'я та соціальна допомога — 26,6 %, виробництво — 11,3 %, транспорт — 10,6 %.